# میشیو سوزوکی
میشیو سوزوکی (به ژاپنی: 鈴木道雄) صنعتگر، کارآفرین و مخترع ژاپنی است، که در ماه اکتبر سال ۱۹۰۹ شرکت چندملیتی خودروسازی سوزوکی را، در شهر هاماماتسو تأسیس نمود.
این شرکت ژاپنی در آغاز، با نام شرکت نساجی سوزوکی، فعالیت می‌نمود، که در عمل طراح و سازنده ماشین‌آلات بافندگی و نساجی بود. ۳۰ سال نخست فعالیت میشیو سوزوکی، در زمینه طراحی و ساخت دستگاه‌های چندکاره بافندگی متمرکز بود. با توجه به رکود صنعت نساجی در اواسط دهه ۱۹۳۰ سوزوکی با هدف تغییر حوزه فعالیت و توسعه شرکتش، اقدام به ساخت آزمایشی خودرویی کوچک، از روی نمونه‌های موجود در بازار ژاپن نمود.
پروژه آزمایشی سوزوکی در سال ۱۹۳۷ آغاز شد. وی تنها به ۲ سال زمان نیاز داشت و در سال ۱۹۳۹ با تکمیل خودروی ۴ سیلند سوزوکی، عملأ به صنعت خودروسازی وارد شد ولی با آغاز جنگ جهانی دوم، این تغییر تا چندین سال پس از پایان جنگ، میسر نشد.
در ۱۹۵۱ میشیو سوزوکی نام شرکتش را به شرکت سوزوکی موتور تغییر داد. سوزوکی در سال ۱۹۸۲ در سن ۹۵ سالگی درگذشت. پس از او، فرزندش اُسامو سوزوکی سکان رهبری این شرکت را در دست گرفت و امروزه شرکت سوزوکی با مدیریت وی، به‌عنوان دهمین شرکت بزرگ در صنعت خودروسازی جهان، شناخته می‌شود.